# Föra församling
Föra församling var en församling i Växjö stift och Borgholms kommun.  Församlingen uppgick 2006 i Föra-Alböke-Löts församling.
Församlingskyrka var Föra kyrka. 

## Administrativ historik
Församlingen har medeltida ursprung.
Församlingen utgjorde fram 1554 ett eget pastorat för att därefter bli annexförsamling i pastoratet Persnäs och Föra. År 1962 blev församlingen annexförsamling i pastoratet Köping, Egby, Löt, Alböke, Föra och Bredsättra. Församlingen uppgick 2006 i Föra-Alböke-Löts församling.
Församlingskod var 088502.